# Сёдерберг, Томми
Томас «Томми» Сёдерберг (швед. Tomas Söderberg; 19 августа 1948, Стокгольм) — шведский футбольный тренер. В 1998—2004 годах возглавлял сборную Швеции по футболу (в 2000—2004 совместно с Ларсом Лагербеком).

## Тренерская карьера
Сёдерберг не добился серьёзных успехов как игрок. Несколько лет он играл за столичный «Энгбю», шведский клуб низшей лиги, а в 1970-х годах начал тренерскую карьеру. Длительное время она также происходила вдалеке от большого футбола: на протяжении 1970-х и первой половины 1980-х годов он тренировал клубы низшей шведской лиги «Вестер» (швед. BK Väster), «Броммапойкарна» и «Спонга». В 1986 году он стал тренером клуба «Юргорден» из второй лиги, и за два сезона сумел вывести его в высший шведский дивизион. В 1991 году он стал тренером клуба АИК из предместья Стокгольма, с которым в 1992 году достиг своего наивысшего успеха в качестве клубного тренера, выиграв чемпионат Швеции.
Начиная с 1993 года он начал работу в Шведском футбольном союзе. С 1995 года он на протяжении трёх лет тренировал молодежную сборную, а затем, после отставки Томми Свенссона в 1998 году, стал тренером национальной сборной Швеции. Под его управлением Швеция вышла в финальную часть чемпионата Европы 2000 года; в том же году его помощник Ларс Лагербек был назначен сотренером сборной.
Под руководством тренерского дуэта Сёдерберг—Лагербек сборная Швеции прошла квалификацию к чемпионату мира 2002 и чемпионату Европы 2004 годов, а в финальной части обоих турниров смогла выйти из группы в плей-офф, где, впрочем, уступала соперникам. После чемпионата Европы 2004 года Томми Сёдерберг оставил национальную сборную под единоличным управлением Ларса Лагербека, а сам вернулся к тренерской работе с молодёжной сборной.
Под руководством Томми Сёдерберга молодёжная сборная не смогла квалифицироваться на молодёжные чемпионаты Европы 2006 и 2007 годов. На молодёжном чемпионате Европы 2009, проходившем в Швеции, Томми Сёдерберг руководил сборной совместно с Йёргеном Леннартссоном. Под их руководством команда дошла до полуфинала, забив в четырёх матчах 12 мячей. В полуфинале шведы проигрывали к перерыву англичанам со счётом 0:3, но смогли сравнять счёт; в серии пенальти шведы проиграли.

## Достижения
- Чемпион Швеции : 1992 (АИК)
- Выход в высший дивизион Швеции с «Юргорденом»: 1987/88
- Выход в финальный турнир чемпионатов Европы 2000 и 2004 года, чемпионата мира 2002 года.
- Бронзовый призёр молодёжного чемпионата Европы 2009